# Italiens riksvapen
Italiens riksvapen används för att symbolisera Republiken Italien sedan 5 maj 1948. Tekniskt sett är det inget statsvapen, utan snarare ett emblem, då det inte följer de heraldiska reglerna. Vapnet inramas av en olivkvist och eklöv, symboler för fred och styrka. Stjärnan representerar staten, medan kugghjulet står för arbetet.
I sin utformning påminner det starkt om de förutvarande realsocialistiska staternas vapen, en reflektion som gjordes redan 1956 av dansken Preben Kannik i boken Alverdens flag i farver.

## Emblemet på flaggor

Standar för Italiens president
Standar för Italiens konseljpresident
Flagga för civila myndigheter

## Tidigare vapen
Det vita korset på röd botten är fursteätten Savojens vapen. Under fascismtiden fanns det fasces i vapnet.

Kungariket Italiens vapen (1861–1870)
Kungariket Italiens vapen (1870–1890)
Kungariket Italiens stora riksvapen (1890–1929 och 1944–1946)
Kungariket Italiens lilla riksvapen (1890–1929)
Kungariket Italiens vapen under fascismen (1929–1944)
Italienska sociala republikens vapen (1943–1945)